# Eucalyptus cladocalyx
Eucalyptus cladocalyx, el eucalipto de azúcar, es un eucalipto de Australia Meridional. Se le encuentra naturalmente en tres poblaciones separadas - en los Montes Flinders, Península de Eyre y en la Isla Canguro. 

## Descripción
Los eucaliptos de azúcar de los Montes Flinders alcanzan 35 m de altura y tienen el clásico "hábito de eucalipto" – con un tronco recto y ramas inclinadas creciendo desde la mitad superior. Cada rama principal termina con su propia pequeña copa. Estos son comúnmente cultivados como cortavientos y para madera. Sin embargo, los árboles de la Península de Eyre e Isla Canguro son mucho más cortos y con frecuencia tienen troncos curveados .
E. cladocalyx no tiene parientes cercanos dentro del género Eucalyptus. Es notable por su corteza moteada de amarillo a naranja, hojas muy discolorosas e inflorescencias agrupadas en ramilletes sin hojas dentro de la copa.
La vieja corteza es lisa y gris, y se cae en trozos irregulares para exponer la fresca corteza café-amarillenta. Las flores son blanco-cremosas. Las cápsulas tienen desde forma de barrilito a urna.

## Taxonomía
Eucalyptus cladocalyx fue descrita por Ferdinand von Mueller y publicado en Linnaea 25(4): 388–389. 1852[1853].
Etimología
Eucalyptus: nombre genérico que proviene del griego antiguo: eû = "bien, justamente" y kalyptós = "cubierto, que recubre". En Eucalyptus L'Hér., los pétalos, soldados entre sí y a veces también con los sépalos, forman parte del opérculo, perfectamente ajustado al hipanto, que se desprende a la hora de la floración.
cladocalyx: epíteto latíno 
 Sinonimia
- Eucalyptus corynocalyx F.Muell., Fragm. 2: 43 (1860), nom. superfl.
- Eucalyptus langii Maiden & Blakely in J.H.Maiden, Crit. Revis. Eucalyptus 8: 72 (1929).[3]